# Dauphin County
Dauphin County är ett administrativt område i delstaten Pennsylvania i USA. År 2010 hade countyt 268 100 invånare. Den administrativa huvudorten (county seat) är Harrisburg. 

## Politik
Dauphin County har tidigare varit ett starkt republikanskt fäste, men under 2000-talet har countyt tenderat att rösta på demokraterna. Demokraternas kandidat har vunnit rösterna i countyt i tre av fem presidentval (2008, 2012, 2016) under 2000-talet. Dessförinnan hade demokraternas kandidat inte vunnit countyts röster i något presidentval sedan valet 1964.

## Geografi
Enligt United States Census Bureau har countyt en total area på 1 444 km². 1 360 km² av den arean är land och 84 km² är vatten. 

### Angränsande countyn
- Northumberland County - nord
- Schuylkill County - nordost
- Lebanon County - öst
- Lancaster County - syd
- York County - sydväst
- Cumberland County - väst
- Perry County - väst